# بزرگ‌دهان‌سانان
بزرگ‌دهان‌سانان (نام علمی: Macrostomida) نام یک راسته از رده موجک‌ویسان است.